# Niño Jesús bendiciendo (Zurbarán)
Niño Jesús bendiciendo es el tema de un cuadro de Francisco de Zurbarán, que compone la referencia n º. 21 en el catálogo razonado y crítico, realizado por Odile Delenda, historiadora del arte especializada en este pintor.

## Introducción
El culto al Niño Jesús se inició en el siglo XII con los cistersienses y los franciscanos. Renovado por los místicos de la Contrarreforma católica, este culto se extendió enormemente en España, desde la segunda mitad del siglo XVI y durante todo el siglo XVII. En Sevilla, durante la primera mitad del siglo XVII, el Niño Jesús solía representarse en las puertas de los sagrarios.

### Datos técnicos y registrales
- Originariamente, en la puerta del sagrario del retablo de San José, del convento de la Trinidad (Sevilla);
- Actualmente en Moscú, Museo Pushkin, (Inv. ZH-197);[3]
- Pintura al óleo sobre tabla, 42 x 27 cm, según Delenda (40,2 x 27,2 cm, según el museo)
- Fecha de realización: ca.1629–30, según Delenda (1635 - 1640, según el museo);
- En el reverso, un ave fénix grabado sobre un fondo dorado;[4]
- Catalogado por Odile Delenda con el número 21, y por Tiziana Frati con el 32.[5]

### Descripción de la obra
El Niño aparece bendiciendo, envuelto en una nube dorada. Tanto el nimbo cruciforme que lo envuelve, como la Cruz en su mano izquierda anticipan su Pasión. Su túnica inconsútil —demasiado grande— se podía adaptar al Niño según iba creciendo. Francisco Pacheco y Juan de Uceda lo representan a la edad de siete u ocho años. Ana de San Agustín lo describe entre tres y siete años, y Zurbarán lo representa a la edad de tres o cuatro, adecuado a la visión de dicha carmelita descalza.
A pesar de su pequeño formato, la figura es de gran monumentalidad. Zurbarán —notable en sus representaciones infantiles— representa un niño muy natural, de viva expresión, lleno de sonriente bondad. Sus proporciones armoniosas y la postura sin afectación, resaltan su bracito derecho alzado en bendición. Su rostro, de redondas mejillas, está algo inclinado hacia la derecha. Los cabellos rubio oscuros y la túnica azul plateada, contrastan con las nubes anaranjadas, en una refinada combinación cromática, y la luz está distribuida de forma que unifica la composición.

## Procedencia
1. Sevilla, iglesia del Convento de la Trinidad Calzada, retablo de San José, puerta del Sagrario;
2. Real Alcázar de Sevilla, 1810, sala 9, n° 280;
3. San Petersburgo, colección condesa Schuvalova;
4. Museo del Hermitage, 1924;
5. Moscú, Museo Pushkin, 1930.[8]